# Кифлер, Фердинанд
Фердинанд Кифлер (нем. Ferdinand Kiefler; 4 августа 1913, Вена — 13 января 1945, Либлар) — австрийский гандболист, полевой игрок. Серебряный призёр летних Олимпийских игр 1936 года.

## Биография
Фердинанд Кифлер родился 4 августа 1913 года в Вене.
Играл в гандбол за «Ферроватт» (нем. Sportklub Ferrowatt) из Вены.
В 1936 году вошёл в состав сборной Австрии по гандболу на летних Олимпийских играх в Берлине и завоевал серебряную медаль. Играл в поле, провёл 4 матча, забросил (по имеющимся данным) 12 мячей (шесть в ворота сборной Румынии, по три — Венгрии и Германии).
Участвовал во Второй мировой войне, сражался на западном фронте.
Погиб 13 января 1945 года в районе Либлар немецкого города Эрфтштадт.